# Das ist Biologie
Das ist Biologie - Die Wissenschaft des Lebens, im Original: This is Biology: The Science of the Living World ist ein Werk des deutsch-amerikanischen Evolutionsbiologen Ernst Mayr, das 1997 in den USA erschien und 2000 in deutscher Übersetzung von Jorunn Wißmann.

## Ziel
Mayr schreibt im autobiographisch geprägten Vorwort, nicht nur die Öffentlichkeit, auch viele Biologen hätten „eine überholte Vorstellung von der biologischen Wissenschaft“. Sie hätten selten Zeit, sich von ihrer jeweiligen Spezialdisziplin zu lösen und die Biologie als Ganzes zu betrachten. Vielen Biologen sei kaum bewusst, was Teilgebiete wie Genetik, Embryologie, Taxonomie oder Ökologie gemeinsam hätten „und inwiefern sie sich grundlegend von der Physik abheben. Hier Klarheit zu schaffen, ist ein Hauptanliegen dieses Buches.“

## Inhalt
Mayr versucht in dem Buch, folgende 12 Fragen zu beantworten, die die Kapitel bilden:
- Was bedeutet „Leben“?
- Was ist Wissenschaft?
- Wie erklärt Wissenschaft die Natur?
- Wie erklärt die Biologie die belebte Welt?
- Macht die Wissenschaft Fortschritte?
- Wie sind die biologischen Wissenschaften strukturiert?
- Fragen nach dem Was: die Erforschung der biologischen Vielfalt
- Fragen nach dem Wie: das Werden eines Individuums
- Fragen nach dem Warum: die Evolution der Organismen
- Welche Fragen stellt die Ökologie?
- Welchen Platz hat der Mensch in der Evolution?
- Ist Ethik evolutionär erklärbar?

Dabei bezieht er philosophische Fragen ein und Aspekte der Wissenschaftsgeschichte.

## Ausgaben
- Das ist Biologie - Die Wissenschaft vom Leben. Spektrum, Heidelberg 2000, ISBN 3-8274-1015-0